# Valley of Love
Pour plus de détails, voir Fiche technique et Distribution.
Valley of Love est un film français réalisé par Guillaume Nicloux, sorti en 2015. Le film fait partie de la compétition officielle du festival de Cannes 2015.

## Synopsis
Isabelle et Gérard, un couple séparé, reçoivent une lettre de leur fils, Michaël, qui leur donne rendez-vous dans la vallée de la Mort aux États-Unis. Ils s'y rendent ensemble, alors que leur enfant s'est suicidé 6 mois auparavant. Au cours d'un parcours initiatique durant lequel il leur propose de se « rencontrer », le couple va visiter des lieux mythiques de la vallée de la mort : Furnace Creek (le couple y réside au resort du même nom), Badwater Basin, Dante's View et Mosaïc Canyon.... À cette occasion, le couple va se « retrouver » sentimentalement après des années de séparation.

## Fiche technique
- Titre : Valley of Love
- Réalisation : Guillaume Nicloux
- Scénario : Guillaume Nicloux
- format : numérique couleur - Ratio : 2,55:1 - Stéréo
- Photographie : Christophe Offenstein
- Production : Sylvie Pialat, Benoît Quainon, Cyril Colbeau-Justin et Jean-Baptiste Dupont
- Sociétés de production : Les Films du Worso et LGM Cinéma, en association avec les SOFICA Cinémage 9 et Cofinova 11
- Genre : drame
- Distribution : Le Pacte
- Sortie :
  - 22 mai 2015 • projection au festival de Cannes 2015
  - 17 juin 2015 •  France

## Distribution
- Isabelle Huppert : Isabelle
- Gérard Depardieu : Gérard
- Dan Warner : Paul
- Aurélia Thierrée : Katherine
- Dionne Houle : la vieille dame

## Production

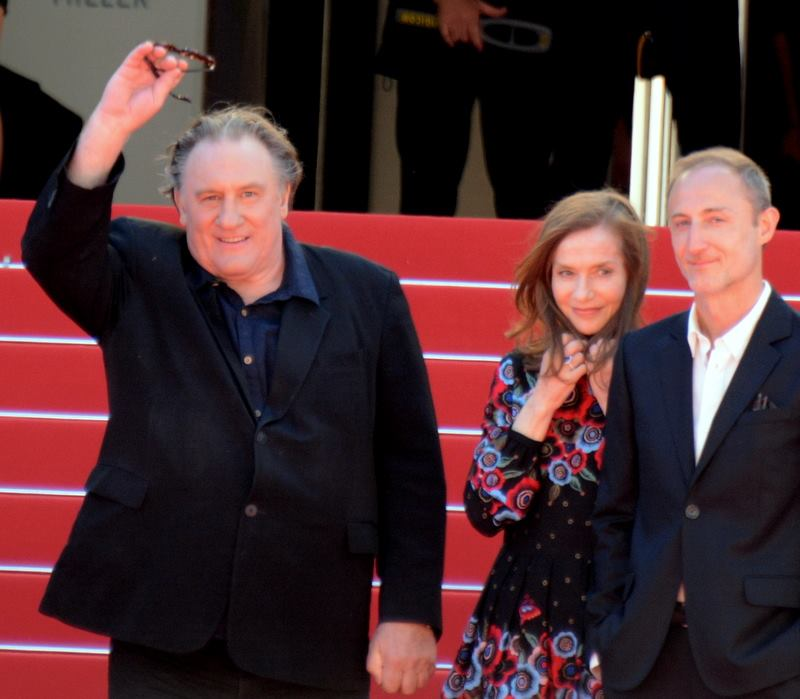
L'actrice Isabelle Huppert et l'acteur Gérard Depardieu pour la présentation du film au Festival de Cannes 2015.

### Choix des interprètes
Guillaume Nicloud avait d'abord pensé à un duo entre Isabelle Huppert et Ryan O'Neal. Ce film marque les retrouvailles de Gérard Depardieu et d'Isabelle Huppert ; ils n'avaient pas joué ensemble depuis le film Loulou de Maurice Pialat en 1980, pour lequel ils avaient constitué le couple vedette. Ils s'étaient déjà rencontrés une première fois il y quarante ans avec Les Valseuses de Bertrand Blier, mais Isabelle Huppert n'y avait qu'une courte scène, dans un rôle secondaire cependant très remarqué.
Isabelle Huppert avait déjà été dirigée par Guillaume Nicloux dans le précédent film de ce dernier, La Religieuse. C'est par contre la première collaboration de Gérard Depardieu avec ce réalisateur : le comédien a accepté le rôle sur la proposition de Sylvie Pialat, productrice de cinéma, notamment des films de Nicloux, et veuve de Maurice Pialat auquel Depardieu était lié par une longue amitié, le considérant comme son mentor.
Le film est un hybride de road movie caniculaire et de biographie fictionnelle, car il contient des allusions biographiques sur ses acteurs. Gérard Depardieu joue un personnage qui porte le même prénom que lui tout comme Isabelle Huppert. Gérard Depardieu a réellement vécu la perte d'un fils (Guillaume Depardieu). Il incarne dans le film un acteur français connu aux États-Unis, qui est né comme lui à Châteauroux. Il se lamente sur sa prise de poids importante, exhibant dans le film son corps nu devenu obèse, montrant ainsi une évolution physique à la Marlon Brando.

## Musique
Le thème musical principal du film, que l'on peut également entendre dans la bande annonce, provient de l'œuvre The Unanswered Question, composée en 1908 par le compositeur américain Charles Ives.

## Accueil

### Sortie
En raison de son achèvement tardif, le film est annoncé en compétition officielle le 23 avril 2015, soit une semaine après la conférence de presse du 16 avril 2015.   
Une bande-annonce est dévoilée le 7 mai 2015.

## Distinctions
- Sélectionné pour la Palme d'or
- Nomination au César du meilleur acteur - Gérard Depardieu
- Nomination au César de la meilleure actrice - Isabelle Huppert
- César de la meilleure photographie - Christophe Offenstein
- Nomination au Prix Lumières du meilleur acteur - Gérard Depardieu
- Nomination au Prix Lumières de la meilleure actrice - Isabelle Huppert